# Faramir
Faramir é um personagem fictício da obra O Senhor dos Anéis, de J. R. R. Tolkien. Ele é apresentado como o irmão mais novo de Boromir, membro da Sociedade do Anel, e segundo filho de  Denethor II, o Regente de Gondor. Faramir aparece pela primeira vez em As Duas Torres, onde, ao encontrar Frodo Bolseiro, enfrenta a tentação de tomar posse do Um Anel. Em O Retorno do Rei, ele lidera as forças de Gondor na Guerra do Anel, quase morre em batalha, sucede seu pai como Intendente e conquista o amor de Éowyn, dama da casa real de Rohan.
Tolkien afirmou que, entre todos os seus personagens, Faramir era o mais semelhante a ele, pois o autor lutou na Primeira Guerra Mundial e teve uma visão semelhante de escuridão. Pesquisadores compararam a coragem de Faramir àquela descrita no poema em inglês antigo A Batalha de Maldon [en] e sua figura caçando em Ithilien, vestido de verde, ao herói folclórico inglês Robin Hood. A estudiosa de Tolkien Jane Chance [en] considera Faramir central em uma complexa rede de relações de lealdade germânicas.
Faramir foi retratado em ilustrações por artistas de Tolkien, como John Howe [en], Ted Nasmith e Anke Eißmann [en]. Ele foi dublado por Andrew Seear na adaptação radiofônica de 1981 [en] da BBC para O Senhor dos Anéis. Na trilogia cinematográfica de Peter Jackson para O Senhor dos Anéis, Faramir foi interpretado por David Wenham.

## Narrativa

### Contexto
[Faramir] lia os corações dos homens com a mesma perspicácia de seu pai, mas o que via o levava mais à compaixão do que ao desprezo. Era gentil em seu comportamento, amante do conhecimento e da música, e, por isso, muitos naqueles dias julgavam sua coragem inferior à de seu irmão. Contudo, não era assim, exceto pelo fato de que ele não buscava glória em perigos sem propósito.

J.R.R. Tolkien, Apêndice A de O Senhor dos Anéis
Faramir é filho de Denethor II, que se torna Regente de Gondor um ano após seu nascimento. Sua mãe é Finduilas, filha do Príncipe Adrahil de Dol Amroth; ela morre quando Faramir tem cinco anos, sendo para ele "apenas uma lembrança de beleza em dias distantes e de sua primeira dor". Após a morte de Finduilas, Denethor torna-se sombrio, frio e distante, mas a relação entre Faramir e seu irmão mais velho, Boromir, cinco anos mais velho, só se fortalece, apesar de Denethor favorecer abertamente Boromir. Faramir está acostumado a ceder e a não expressar suas próprias opiniões. Ele desagrada seu pai ao receber bem o mago Gandalf em Minas Tirith, a capital de Gondor. Ávido por conhecimento, Faramir aprende muito com Gandalf sobre a história de Gondor.
Faramir se parece muito com Boromir, descrito como "um homem alto com um rosto belo e nobre, de cabelos escuros e olhos cinzentos, orgulhoso e severo no olhar". Em Faramir, "por algum acaso, o sangue de Ocidente corre quase puro". Ele não aprecia lutar por prazer.
Gondor sofre a ameaça constante do reino vizinho de Mordor, e em 3018 (quando Faramir tinha 35 anos), o Senhor do Escuro Sauron inicia a Guerra do Anel, atacando a cidade em ruínas de Osgiliath, que protege a travessia do rio para Minas Tirith. Faramir e Boromir comandam a defesa.
Pouco antes da batalha, Faramir tem um  sonho profético, no qual uma voz fala sobre a "Espada Quebrada" que seria encontrada em Imladris, ao norte, sobre o despertar do "Flagelo de Isildur", a aproximação do "Destino" e o aparecimento de "o Pequeno". Faramir decide viajar para Imladris em busca do conselho de Elrond, o Meio-elfo, mas Denethor envia Boromir em seu lugar.

### As Duas Torres
“Por mim,” disse Faramir, “eu gostaria de ver a Árvore Branca florescer novamente nos pátios dos reis, e a Coroa de Prata retornar, e Minas Tirith em paz: Minas Anor novamente como outrora, cheia de luz, alta e bela, formosa como uma rainha entre outras rainhas: não uma senhora de muitos escravos, nem mesmo uma senhora gentil de escravos voluntários. A guerra é necessária enquanto defendemos nossas vidas contra um destruidor que devoraria tudo; mas eu não amo a espada brilhante por sua agudeza, nem a flecha por sua rapidez, nem o guerreiro por sua glória. Amo apenas aquilo que eles defendem: a cidade dos Homens de Númenor; e eu gostaria que ela fosse amada por sua memória, sua antiguidade, sua beleza e sua sabedoria presente.”

J.R.R. Tolkien, As Duas Torres

Faramir encontra os hobbits Frodo Bolseiro e Samwise Gamgee em Ithilien e reconhece que são os Pequenos mencionados em seus sonhos. Ele interroga Frodo sobre sua missão, e Frodo revela que partiu de Rivendell com outros oito companheiros, incluindo Boromir. Durante o interrogatório, Faramir pergunta frequentemente sobre Boromir, sabendo, ao contrário de Frodo, que seu irmão já está morto. Certa noite, Faramir desceu até o Anduin após ver um barco ali, que continha o corpo de Boromir, morto por orcs após Frodo deixar o grupo. Frodo tenta evitar o assunto de sua missão, mas Faramir percebe que ele carrega algo importante para Sauron. Sam, acidentalmente, menciona o desejo de Boromir pelo Um Anel, revelando o que Frodo carrega. Faramir então demonstra a diferença crucial entre ele e seu orgulhoso irmão:
Mas não tema mais! Eu não tomaria essa coisa, ainda que estivesse à beira do caminho. Nem se Minas Tirith estivesse em ruínas e eu, sozinho, pudesse salvá-la, usando a arma do Senhor do Escuro para seu bem e minha glória. Não, eu não desejo tais triunfos, Frodo, filho de Drogo.
Faramir é sábio o suficiente para saber que tal arma não deve ser usada. Ele percebe como seu irmão foi tentado além de sua força e deseja ter ido na missão em seu lugar. Ele fornece provisões aos hobbits e os deixa seguir, alertando Frodo que seu guia, Gollum, é traiçoeiro, e que um terror desconhecido habita a passagem de Cirith Ungol, para onde Gollum os está levando.

### O Retorno do Rei
[Pippin [en] disse:] 'Aqui estava alguém com um ar de alta nobreza, como Aragorn por vezes revelava, talvez menos elevado, mas também menos imprevisível e distante: um dos Reis dos Homens nascido em uma era posterior, mas tocado pela sabedoria e tristeza da Raça Antiga. [...] Era um capitão que os homens seguiriam, [...] mesmo sob a sombra das asas negras [dos Nazgûl].'

J.R.R. Tolkien, O Retorno do Rei
Na noite seguinte, Faramir envia sua companhia para reforçar a guarnição em Osgiliath, enquanto ele e três homens cavalgam para Minas Tirith. Eles são perseguidos pelos Nazgûl. Faramir retorna para ajudar os caídos e é resgatado por Gandalf. Em Minas Tirith, ele relata a Denethor e Gandalf que encontrou Frodo e Sam. Denethor fica furioso por Faramir ter permitido que eles seguissem para Mordor com o Anel, em vez de trazê-lo para ele.
O Rei Bruxo de Angmar, líder dos Nazgûl, comanda um grande exército vindo de Minas Morgul e toma Osgiliath. Faramir permanece com a retaguarda e é gravemente ferido. A cavalaria da cidade o traz de volta a Minas Tirith, e a Batalha dos Campos do Pelennor começa. Denethor acredita que Faramir, inconsciente, está mortalmente ferido. Ele constrói uma pira funeral para si e Faramir. O hobbit Pippin [en], a serviço de Denethor, alerta Gandalf, e Faramir é salvo das chamas. Louco de tristeza, Denethor deita-se na pira e queima-se vivo.
Após a batalha, Aragorn cura Faramir com athelas nas Casas de Cura. Durante a recuperação, Faramir conhece a dama Éowyn de Rohan e se apaixona por ela. Inicialmente, Éowyn rejeita seus avanços, desejando apenas encontrar honra na morte, mas logo corresponde ao seu amor. Faramir torna-se Intendente e prepara a cidade para a chegada de Aragorn, agora Rei de Gondor. No dia da coroação, Faramir entrega seu cargo de Intendente. Aragorn, no entanto, renova o ofício, declarando que, enquanto sua linhagem perdurar, os descendentes de Faramir serão Regentes de Gondor. Ele nomeia Faramir Príncipe de Ithilien. Além disso, como Intendente, Faramir atua como principal conselheiro do Rei e governa Gondor na ausência do monarca. Com Éowyn, ele se estabelece em Ithilien, nas colinas de Emyn Arnen; eles têm um filho chamado Elboron. Após a morte de Faramir aos 120 anos, seu filho o sucede. Barahir, neto de Faramir, escreve O Conto de Aragorn e Arwen, que, segundo a história de moldura [en], foi inserido no Livro do Thain pelo escriba Findegil.

## Análise

### Cavaleiro medieval

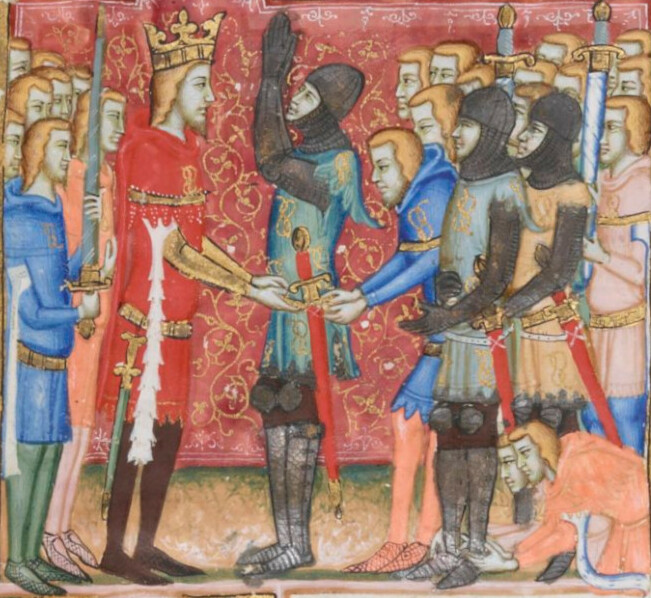
A estudiosa Jane Chance considera Faramir envolvido em múltiplas relações de lealdade feudal.

A estudiosa de Tolkien Elizabeth Solopova [en] afirma que a decisão de Faramir de rejeitar o Um Anel reflete influências de um tipo de coragem e comportamento conhecidos por Tolkien a partir do poema medieval inglês antigo A Batalha de Maldon. Ao recusar o Anel, Faramir rejeita o desejo por poder e glória que a derrota de Sauron lhe traria.
A estudiosa Jane Chance [en] analisa o papel de Faramir em uma complexa rede de relacionamentos baseada em uma visão de mundo germânica medieval [en]. Primeiramente, ela descreve Faramir e Boromir como um par de opostos [en], irmãos representando o bem e o mal, comparando-os a  Théoden e Denethor, que ela considera um par de "Reis" bom e mau. Em segundo lugar, ela explora uma série de instâncias paralelas de lealdade feudal [en] (o juramento de um homem a seu senhor em troca de proteção) e traição (a quebra desse juramento) envolvendo Faramir e Frodo. Sam serve Frodo fielmente, mas acidentalmente o trai para Faramir com a fumaça de sua fogueira e ao mencionar o Anel. A lealdade de Gollum a Frodo é expressa por um juramento feito no Anel, prometendo obedecê-lo e não fugir. Frodo "trai" Gollum ao atraí-lo para a captura pelos homens de Faramir. Gollum, então, jura a Faramir não retornar à piscina proibida. A última relação de lealdade é Faramir concedendo proteção a Frodo, à maneira de um senhor germânico, e, em troca, Frodo oferece seu serviço. Em terceiro lugar, após a Guerra do Anel, a sociedade é renovada com o casamento de Aragorn e Arwen, unindo as raças de Homens e Elfos, enquanto, em paralelo, Faramir casa-se com Éowyn, unindo as nações de Rohan e Gondor.

Lealdades e traições em torno de Faramir, conforme analisado por Jane Chance.

### Foras da lei medieval

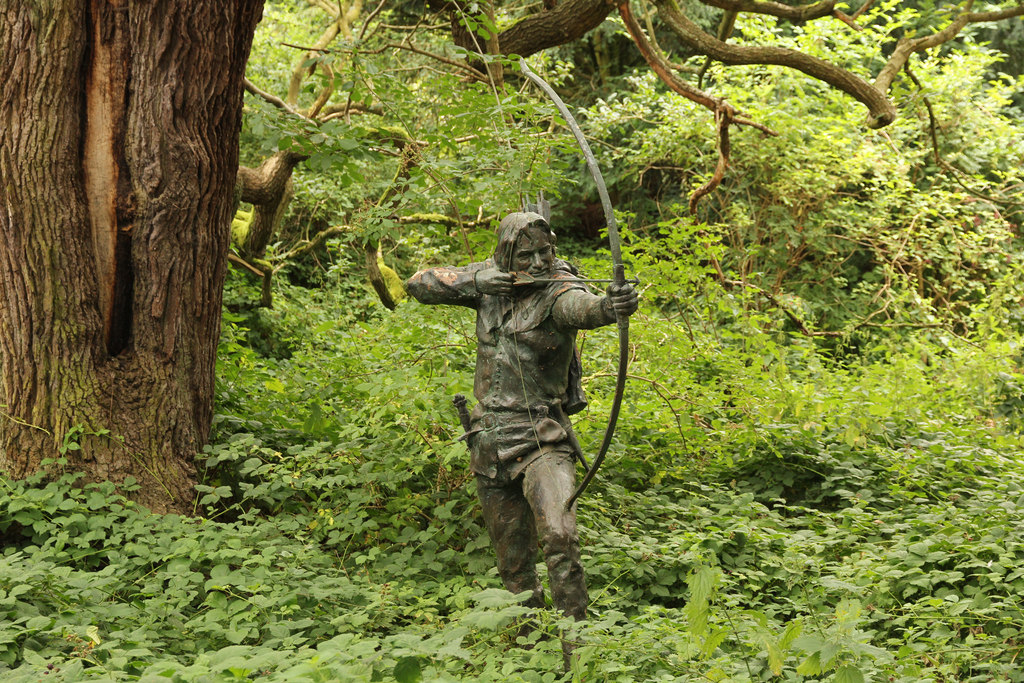
Faramir é frequentemente comparado ao lendário fora da lei de Floresta de Sherwood, Robin Hood.

Diversos estudiosos notaram semelhanças entre Faramir e a figura lendária medieval Robin Hood. Marjorie Burns [en] identifica  um sinal de inglesidade, "um toque de Robin Hood", em Faramir e seus homens vestidos de verde [en] caçando inimigos na arborizada Ithilien. P.N. Harrison comenta que a residência de Faramir na floresta, sua habilidade com o arco e sua escolha de um manto, máscara e luvas verdes como vestimenta convidam a comparações diretas com o fora da lei da Floresta de Sherwood. Ben Reinhard, em Mythlore [en], escreve que, embora haja cavaleiros de estilo medieval em O Senhor dos Anéis e o comportamento e discurso de Faramir sejam em muitos aspectos perfeitamente cavalheirescos, ele não é um "cavaleiro de armadura brilhante". Em vez disso, lidera o ataque aos homens de Harad "em uma emboscada guerrilheira completamente não cavalheiresca", enquanto suas "vestimentas, armamento, táticas e refúgio [oculto]" indicam o oposto do cavaleiro brilhante: o fora da lei no Bosque Verde.

### Experiências pessoais de Tolkien

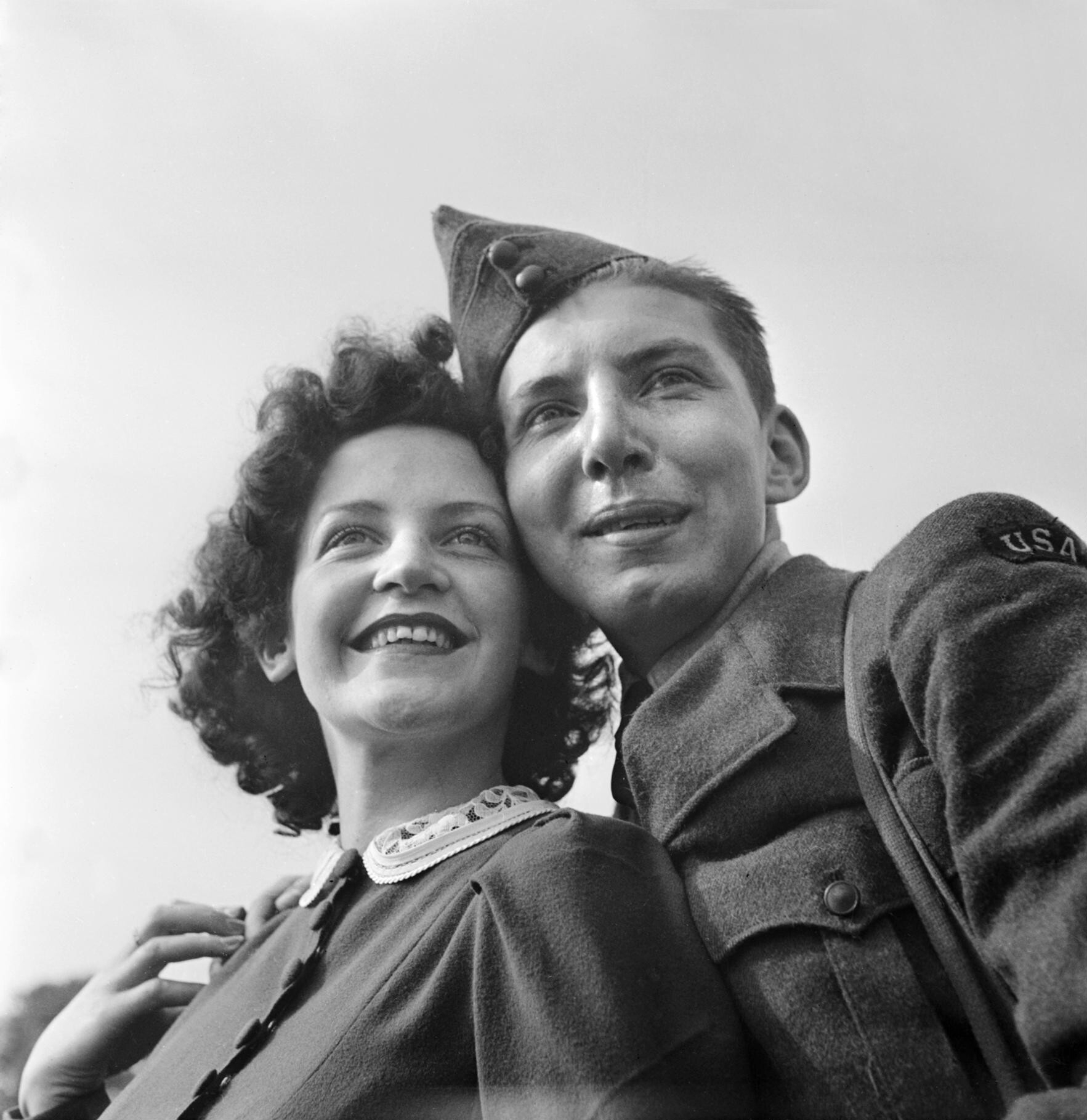
O rápido namoro de Faramir e Éowyn foi sugerido como um reflexo da experiência de Tolkien com noivas de guerra.

O biógrafo de Tolkien, John Garth [en], em seu livro Tolkien and the Great War: The Threshold of Middle-earth, escreve que a semelhança entre Faramir e o autor, admitida por Tolkien em uma carta ("Na medida em que qualquer personagem é 'como eu', é Faramir"), reside no fato de ambos serem soldados e estudiosos, com Faramir possuindo "uma reverência pelas antigas histórias e valores sagrados que o ajudam a atravessar uma guerra amarga". Tolkien serviu como oficial do Exército Britânico durante a Primeira Guerra Mundial, lutando na Batalha do Somme em 1916. Tolkien atribuiu seu sonho de "escuridão inescapável" a Faramir, que narra o sonho para Éowyn. Sobre isso, Tolkien escreveu: "quando Faramir fala de sua visão particular da Grande Onda, ele fala por mim. Essa visão e sonho sempre estiveram comigo — e foram herdados (como descobri recentemente) por um de meus filhos, Michael".
A estudiosa de literatura Melissa A. Smith sugere que a experiência de Tolkien com noivas de guerra [en] durante a Primeira Guerra Mundial pode ser refletida no breve namoro de Faramir e Éowyn. Ela observa que Tolkien, em resposta a críticas, escreveu que "Na minha experiência, sentimentos e decisões amadurecem muito rapidamente (medidos pelo mero 'tempo de relógio', que na verdade não é justamente aplicável) em períodos de grande estresse, especialmente sob a expectativa de morte iminente". Smith acrescenta que Tolkien de fato se casou com Edith Bratt [en] pouco antes de ser enviado para a Frente Ocidental na França.
| Atributo                         | Faramir | Tolkien | Robin Hood |
| -------------------------------- | ------- | ------- | ---------- |
| Namoro rápido em tempo de guerra | Sim     | Sim     |            |
| Soldado-estudioso                | Sim     | Sim     |            |
| Sonho de "escuridão inescapável" | Sim     | Sim     |            |
| Vestimenta verde                 | Sim     |         | Sim        |
| Habilidade com arco              | Sim     |         | Sim        |
| Táticas de emboscada             | Sim     |         | Sim        |
| Refúgio oculto na floresta       | Sim     |         | Sim        |

### Desenvolvimento
Em A História de O Senhor dos Anéis, Christopher Tolkien registrou que seu pai não havia previsto o surgimento de Faramir durante a escrita do livro, criando-o apenas no momento de sua aparição em As Duas Torres. O próprio Tolkien observou que a introdução de Faramir levou ao adiamento do desfecho do livro e ao maior desenvolvimento do contexto de Gondor e Rohan.

Faramir disse: "Não despreze a piedade que é o dom de um coração gentil, Éowyn! Mas eu não lhe ofereço minha piedade. Pois você é uma dama elevada e valente e conquistou por si mesma uma fama que não será esquecida; e você é uma dama bela, creio, além até mesmo das palavras da língua élfica para expressar. E eu a amo. Outrora, tive pena de sua tristeza. Mas agora, mesmo que você estivesse sem tristeza, sem medo ou qualquer carência, mesmo que fosse a abençoada Rainha de Gondor, ainda assim eu a amaria. Éowyn, você não me ama?"

J.R.R. Tolkien, O Retorno do Rei, após Tolkien eliminar todas as formas "thou" e "thee".

Nos rascunhos iniciais, Tolkien usou as formas familiares tu e vós para indicar uma mudança súbita na relação entre Faramir e Éowyn, uma "mudança deliberada para uma forma de afeto ou carinho". Christopher Tolkien comenta que
A 'mudança súbita' a que ele se referiu aqui ... pode ser vista no primeiro encontro deles no jardim das Casas de Cura, onde Faramir diz: 'Então, Éowyn de Rohan, eu digo que você é bela', mas no final de seu discurso muda para a forma 'familiar', 'Mas tu e eu passamos ambos sob as asas da Sombra' (enquanto Éowyn continua a usar 'você'). Nos encontros seguintes, neste texto, Faramir usa as formas 'familiares', mas Éowyn não o faz até o final ('Não sabes?'); e logo após esse ponto, meu pai revisou o que havia escrito e mudou cada 'tu' e 'vós' para 'você'.

## Representações em adaptações

### Arte
Faramir aparece em várias ilustrações criadas por John Howe, Ted Nasmith e Anke Eißmann para O Senhor dos Anéis e produtos relacionados. Uma das cenas do livro que recebeu várias representações é o encontro de Faramir e Éowyn no topo de Minas Tirith.

### Rádio
Na adaptação radiofônica de 1981 da BBC para O Senhor dos Anéis, Faramir é dublado por Andrew Seear. O drama radiofônico seguiu fielmente os livros, e Peter Jackson reconheceu a influência dessa adaptação na produção de sua trilogia cinematográfica.

### Cinema
Na adaptação de 1980 da Rankin/Bass para O Retorno do Rei, um homem de cabelos escuros, presumido como Faramir, aparece ao lado de Éowyn saudando Aragorn ao chegar a Minas Tirith.
Na trilogia cinematográfica de Peter Jackson para O Senhor dos Anéis, Faramir é interpretado por David Wenham. O ator brincou que conseguiu o papel porque ele e Sean Bean, que interpretou Boromir, tinham narizes grandes. O enredo do segundo filme, O Senhor dos Anéis: As Duas Torres, apresenta uma divergência significativa do livro: Faramir não libera imediatamente Frodo, Sam e Gollum, mas decide levá-los e o Anel para Gondor. Ele os conduz a Osgiliath e só os liberta quando os Nazgûl atacam a cidade e Frodo fica sob ameaça de captura. A explicação de Jackson é que ele precisava de outra aventura para atrasar Frodo e Sam, já que o episódio em Cirith Ungol foi movido para o terceiro filme, exigindo um novo clímax. Na linha do tempo de Tolkien, Frodo e Sam haviam apenas alcançado o Portão Negro no momento da queda de Isengard. Jackson argumenta que era necessário que Faramir fosse tentado pelo Anel, pois, em seus filmes, todos os outros personagens eram tentados, e deixar Faramir imune pareceria inconsistente para o público cinematográfico. A representação do tratamento dos Rangers a Gollum, que é espancado, e a cumplicidade implícita de Faramir foram criticadas. No livro, Faramir chama a criatura de Sméagol em vez de Gollum e ordena a seus homens que "o tratem com gentileza, mas o vigiem".
Na edição estendida de As Duas Torres, Jackson incluiu uma cena inventada em que Denethor negligencia Faramir em favor de Boromir ao enviá-lo para Rivendell, de modo que Faramir deseja agradar seu pai trazendo-lhe o Anel. (No livro, a relação é igualmente tensa, mas o favoritismo de seu pai não parece afetar suas decisões em Ithilien.) Críticos consideraram que a edição estendida apresenta Faramir de forma mais favorável.

### Jogos eletrônicos
Faramir é um personagem jogável bônus no videogame O Retorno do Rei. Em uma faixa de vídeo bônus dentro deste jogo, Wenham diz que "Faramir e Boromir eram irmãos, e não está fora de possibilidade que Faramir tivesse ido para Rivendell em vez disso. E se isso tivesse acontecido, Faramir poderia ter sobrevivido e retornado a Gondor".

### J. R. R. Tolkien
1. 1 2 3 4  (Tolkien 1955, Apêndice A: I (iv))
2. 1 2 3  (Tolkien 1955, Apêndice B, pp. 368–373)
3. 1 2  (Tolkien 1955, livro 6, cap. 5 "O Intendente e o Rei")
4. 1 2  (Carpenter 2023, carta 244, rascunho, para um leitor, 1963)
5. 1 2 3 4 5 6  (Tolkien 1955, livro 2, cap. 5 "A Janela para o Oeste")
6. 1 2  (Tolkien 1955, livro 5, cap. 4 "O Cerco de Gondor")
7. 1 2 3  (Tolkien 1954a, livro 2, cap. 2 O Conselho de Elrond [en]")
8. 1 2  (Tolkien 1955, livro 5, cap. 1 "Minas Tirith")
9. ↑  (Carpenter 2023, carta 323 para Christopher Tolkien, junho de 1971)
10. ↑  (Tolkien 1954a, Prólogo: "Nota sobre os registros do Condado")
11. 1 2 3 4  (Carpenter 2023, carta 180 para o Sr. Thompson, rascunho, 14 de janeiro de 1956)
12. ↑  (Tolkien 1990, caps. "De Ervas e Coelho Ensopado" e "Faramir")
13. ↑  (Carpenter 2023, carta 66 para Christopher Tolkien, 6 de maio de 1944)
14. 1 2 3  (Tolkien 1996, pp. 67–68, "O Apêndice sobre Línguas")
15. ↑  (Tolkien 1954, livro 4, cap. 2 "A Piscina Proibida")

- Carpenter, Humphrey, ed. (2023) [1981]. The Letters of J. R. R. Tolkien: Revised and Expanded Edition [As Cartas de J. R. R. Tolkien: Edição Revisada e Ampliada]. Nova Iorque: Harper Collins. ISBN 978-0-35-865298-4
- Tolkien, J. R. R. (1954a). The Lord of the Rings: The Fellowship of the Ring [O Senhor dos Anéis: A Sociedade do Anel]. Boston: Houghton Mifflin. OCLC 9552942
- Tolkien, J. R. R. (1954). The Lord of the Rings: The Two Towers [O Senhor dos Anéis: As Duas Torres]. Boston: Houghton Mifflin. OCLC 1042159111
- Tolkien, J. R. R. (1955). The Lord of the Rings: The Return of the King [O Senhor dos Anéis: O Retorno do Rei]. Boston: Houghton Mifflin. OCLC 519647821
- Tolkien, J. R. R. (1990).  Tolkien, Christopher, ed. The War of the Ring [A Guerra do Anel]. Boston: Houghton Mifflin. ISBN 0-395-56008-X
- Tolkien, J. R. R. (1996).  Tolkien, Christopher, ed. The Peoples of Middle-earth [Os povos da Terra-média]. Boston: Houghton Mifflin. pp. 341–400. ISBN 978-0-395-82760-4